# Vora el torrent
Vora el torrent (títol original en coreà, ^수유천; romanització revisada, Suyucheon) és una pel·lícula dramàtica sud-coreana del 2024 escrita i dirigida per Hong Sang-soo. L'agost de 2024, la pel·lícula va ser seleccionada per competir pel Lleopard d'Or al 77è Festival de Cinema de Locarno, on Kim Min-hee va guanyar el premi Pardo a la millor interpretació. S'ha subtitulat al català.